# Asclepias physocarpa
Asclepias physocarpa es una especie de angiosperma perteneciente a la familia de las apocináceas. Ahora, algunos autores,  la han catalogado como una sinonimia de Gomphocarpus physocarpus E.Mey.

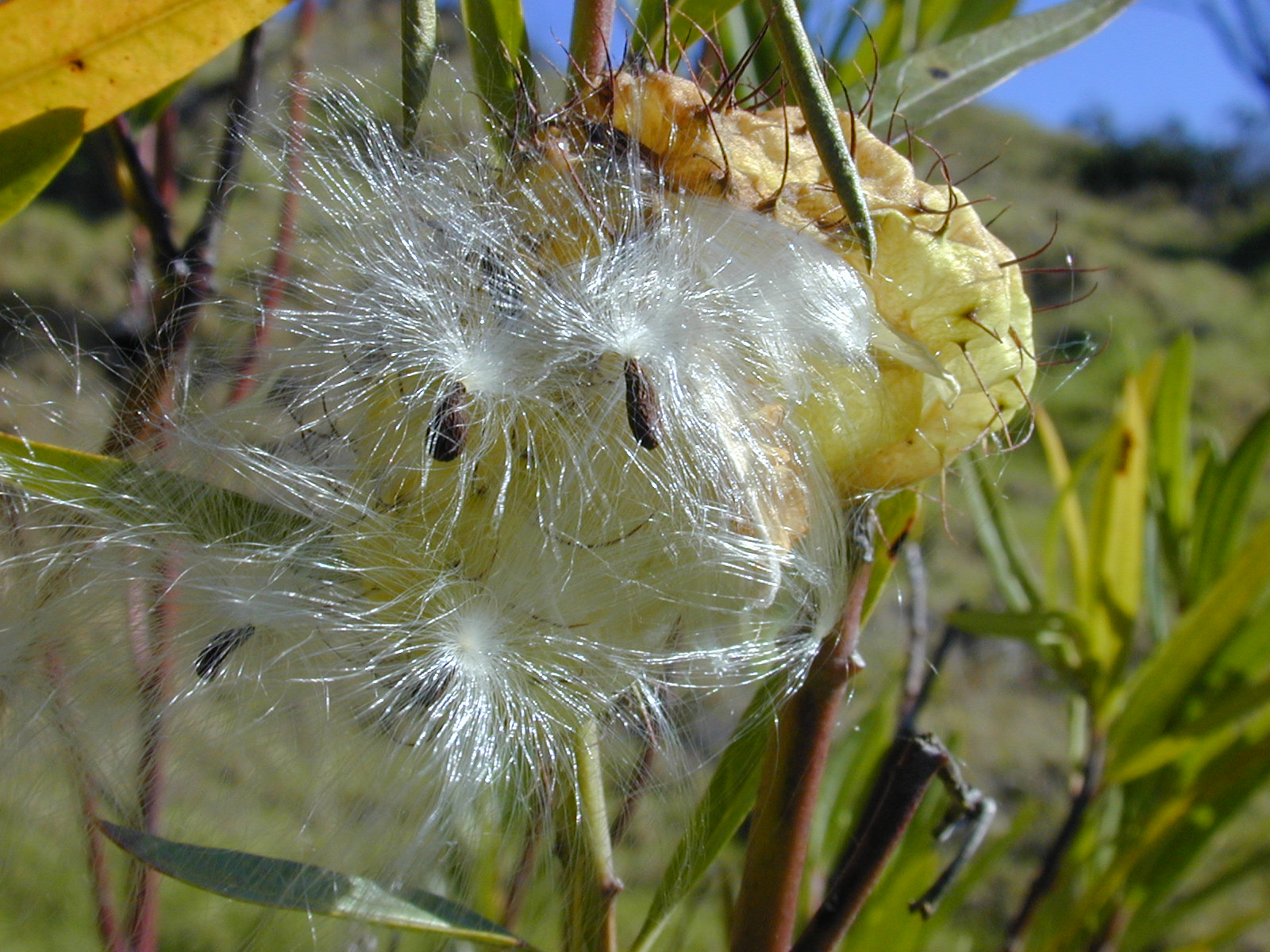
Fruto

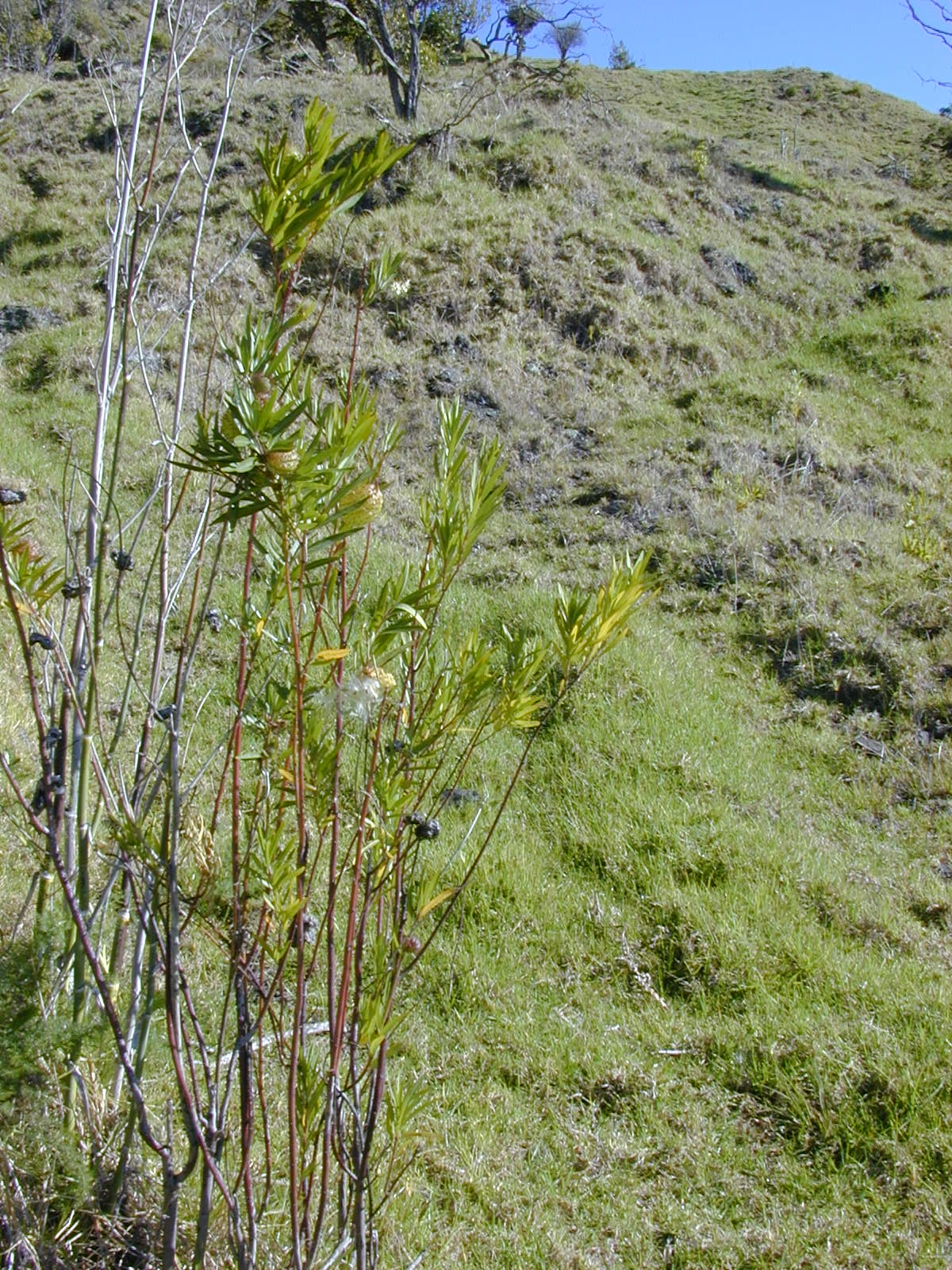
En su hábitat

## Descripción
Es un subarbusto o una hierba perenne, que puede crecer hasta más de 180 cm de altura.  La planta florece en los meses cálidos. Las flores son pequeñas, con capuchas blancas y alrededor de 1 cm de diámetro.  La cápsula es de color verde pálido, y en forma una esfera inflada.  Está cubierta con pelos ásperos. alcanzando los 7 cm de diámetro.  Las hojas son de color verde claro, lineales a lanceoladas y de 7 a 10 cm de largo, 1,2 cm de ancho. Las semillas tienen mechones sedosos.

## Ecología
La planta es una fuente de alimento para las orugas de las mariposas del género Danaus (mariposa monarca).
La larva se alimenta de esta planta, la abandona al convertirse en mariposa adulta. Si se tiene esta planta al aire libre puede atraer mariposas monarcas y estas dejan sus huevos si no hay algún otro insecto.

## Propiedades
También es popular en la medicina tradicional para curar diversas enfermedades.

## Hábitat
Es nativa del sureste de África, pero se ha naturalizado ampliamente. A menudo se usa como planta ornamental. Crece en los bancales en carretera, a 800 a 1500 m s. n. m. La planta prefiere la humedad moderada, así como suelos de arena y  bien drenados con pleno sol.

## Taxonomía
Asclepias physocarpa fue descrita por (E.Mey.) Schlechter y publicado en Botanische Jahrbücher für Systematik, Pflanzengeschichte und Pflanzengeographie 21(Beibl. 54): 8. 1896[1896].
Etimología
Asclepias: nombre genérico que Carlos Linneo nombró en honor de Esculapio (dios griego de la medicina), por las muchas aplicaciones medicinales que tiene la planta.
physocarpa: epíteto que procede del griego φυσάω (physao, hinchar, inflar) y  καρπός (carpós, fruto): fruto inflado.
Sinonimia
- Gomphocarpus physocarpus E.Mey.
- Asclepias brasiliensis (E.Fourn.) Schltr.
- Gomphocarpus brasiliensis E.Fourn.[5]